# Guta Veldner
Guta Veldner (urkundlich erwähnt von 1316 bis 1345, † vor 1351) war eine Mäzenin des Stadtadels von Schwäbisch Hall. In einer Streitsache um Pfänder des bankrotten Klosters Komburg setzte sie sich gegen Bischöfe und den Kaiser durch. Wohl zur Sühne stiftete sie 1344 die (heute nicht mehr erhaltene) Schuppachkapelle bei der Haller Kirche St. Michael.

## Werdegang
Sie war die Witwe des Haller Ratsherrn Konrad Veldner und eine der wohlhabendsten Personen in Hall im frühen 14. Jahrhundert. Ihr Reichtum könnte im Weinhandel begründet liegen, da sie 1316 einen in die Gasse ragenden Kellerhals entfernen lassen musste. Ein großer Kellerhals, wie er in jenem Jahr auch bei anderen wohlhabenden Haller Bürgern bemängelt wurde, lässt auf einen großen Keller schließen, und dieser deutet auf die Einlagerung von Wein hin. In ihrem Besitz waren Sieden, Häuser und Äcker. Wahrscheinlich war sie bedeutende Geldgeberin bei der Sanierung des Klosters Komburg und verwahrte 1319 die vom Abt des Klosters verpfändete Klosterbibliothek sowie weitere Pfänder in Form von Paramenten und Reliquiaren. 1320 lehnte sie die Herausgabe der vermutlich noch nicht voll abgelösten Pfänder an den Bischof von Würzburg ab. Der Komburger Abt versuchte vergeblich, die Herausgabe der Pfänder mit Waffengewalt zu erzwingen. 1324 geriet der Abt in bürgerliche Gefangenschaft, woran mindestens einer der Veldner-Söhne beteiligt war. Auf Veranlassung des Mainzer Erzbischofs musste man den Abt jedoch wieder freigeben. Der Bischof von Würzburg schaltete sich 1327 in die Streitsache ein. 1333 beschied Kaiser Ludwig IV., dass die Komburger Güter gegen Barzahlung freizugeben seien. Die Zahlung blieb vermutlich aus, da die ursprünglich 63 Bände umfassende Klosterbibliothek wohl nie mehr vollständig an das Kloster zurückkam. 1344 stiftete die Veldnerin wohl zur Sühne eine Kapelle auf dem Friedhof hinter dem Chor von St. Michael, die 1345 fertiggestellt und später mit vier Altarpfründen ausgestattet war. Die Kapelle wurde bereits 1509 beim Bau des spätgotischen Chores von St. Michael wieder abgebrochen.